# Letalnica
Le Letalnica Bratov Gorišek ou tremplin des frères Gorišek, est un tremplin de vol à ski situé à Planica en Slovénie. Le tremplin se situe à proximité de la commune de Kranjska Gora, célèbre pour son domaine skiable notamment. C'était de 1969 à 2010 le plus grand tremplin au monde, dépassé depuis par le Vikersundbakken en Norvège. Il accueille régulièrement des épreuves de la coupe du monde de vol à ski et le championnat du monde de vol à ski.

## Histoire
Le premier tremplin de Planica fut construit avant 1930 ; en 1934, Stanko Bloudek décida de créer un tremplin plus grand, appelé quelquefois, le « tremplin mammouth ». En 1936, l'autrichien Sepp Bradl dépassa la barre symbolique des 100 mètres. Le record fut régulièrement amélioré jusqu'en 1969 ou les deux frères Gorišek (Lado and Janez) bâtirent un nouveau tremplin K-185.

## Projet de rénovation
Le gouvernement slovène a décidé la rénovation du site et la création d'un complexe dédié au ski nordique. Le projet de 100 millions d'euros prévoit la rénovation de l'ensemble des tremplins, la création d'un stade, et l'ouverture d'un musée consacré au saut à ski. Le projet devrait être terminé en 2013.

## Galerie

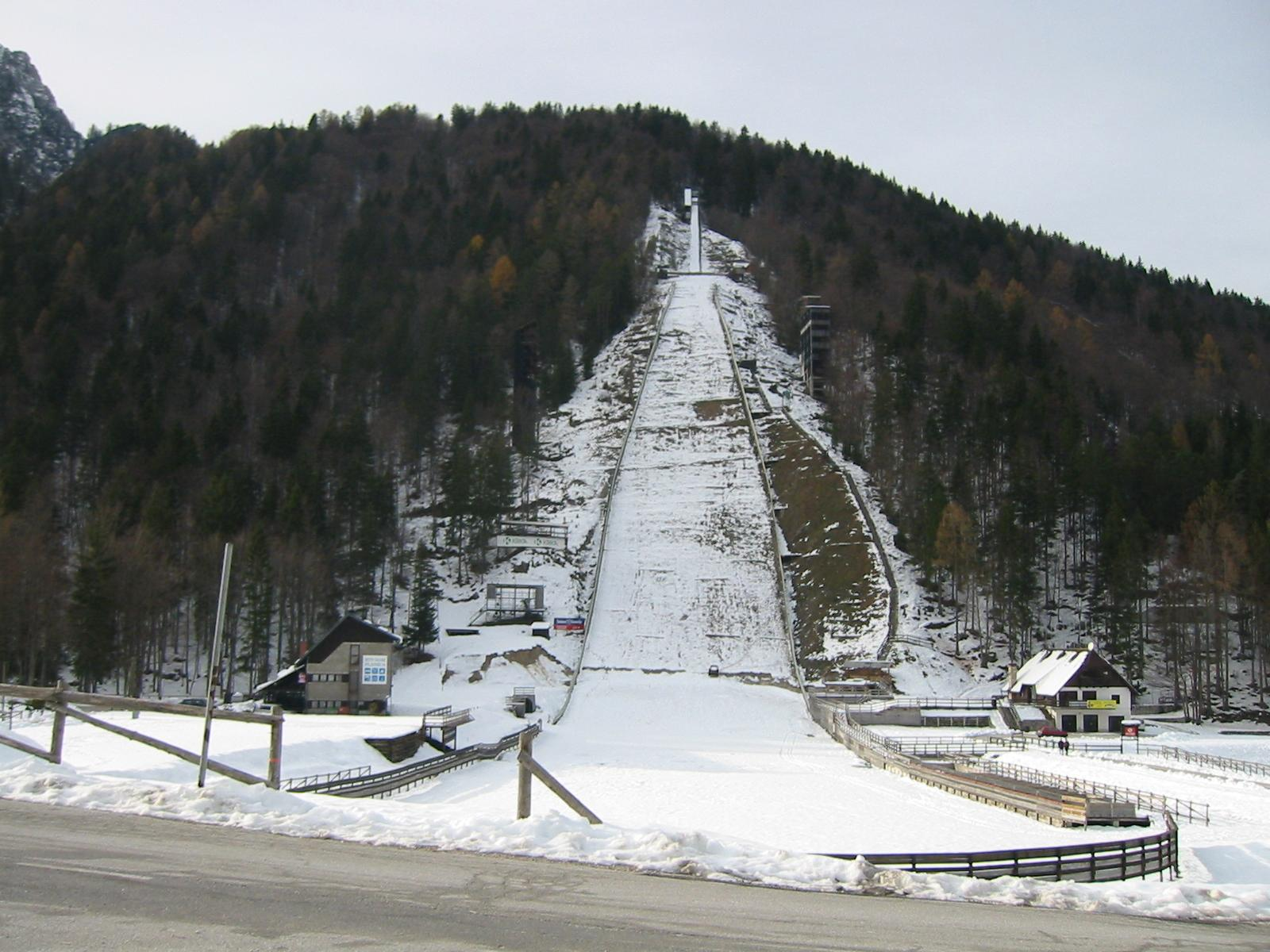
Letalnica (ensemble)
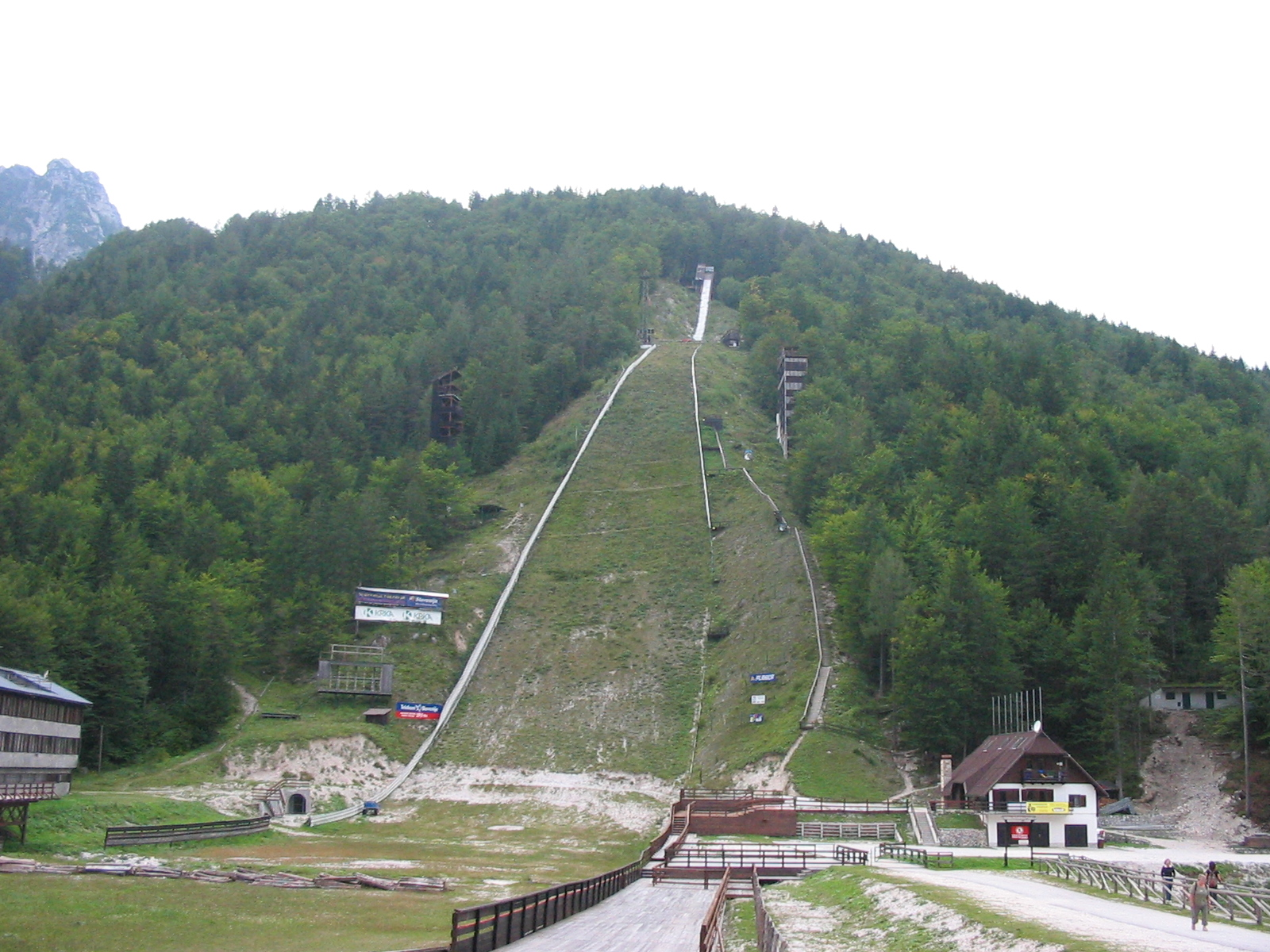
Letalnica (ensemble)
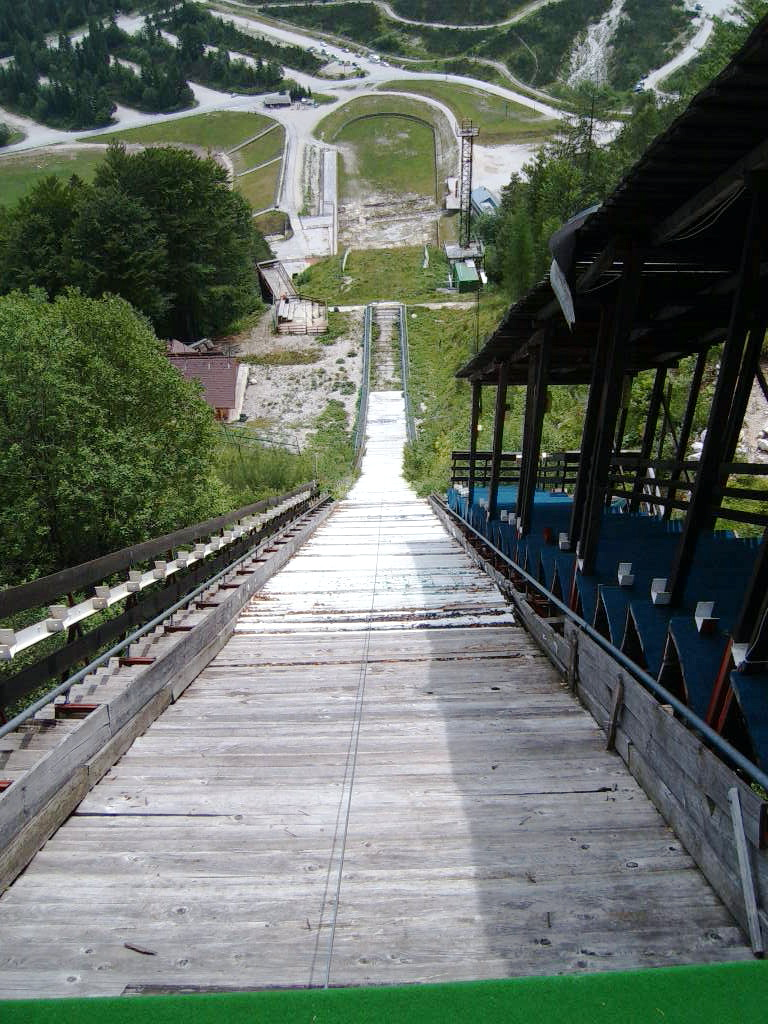
Letalnica (élan)
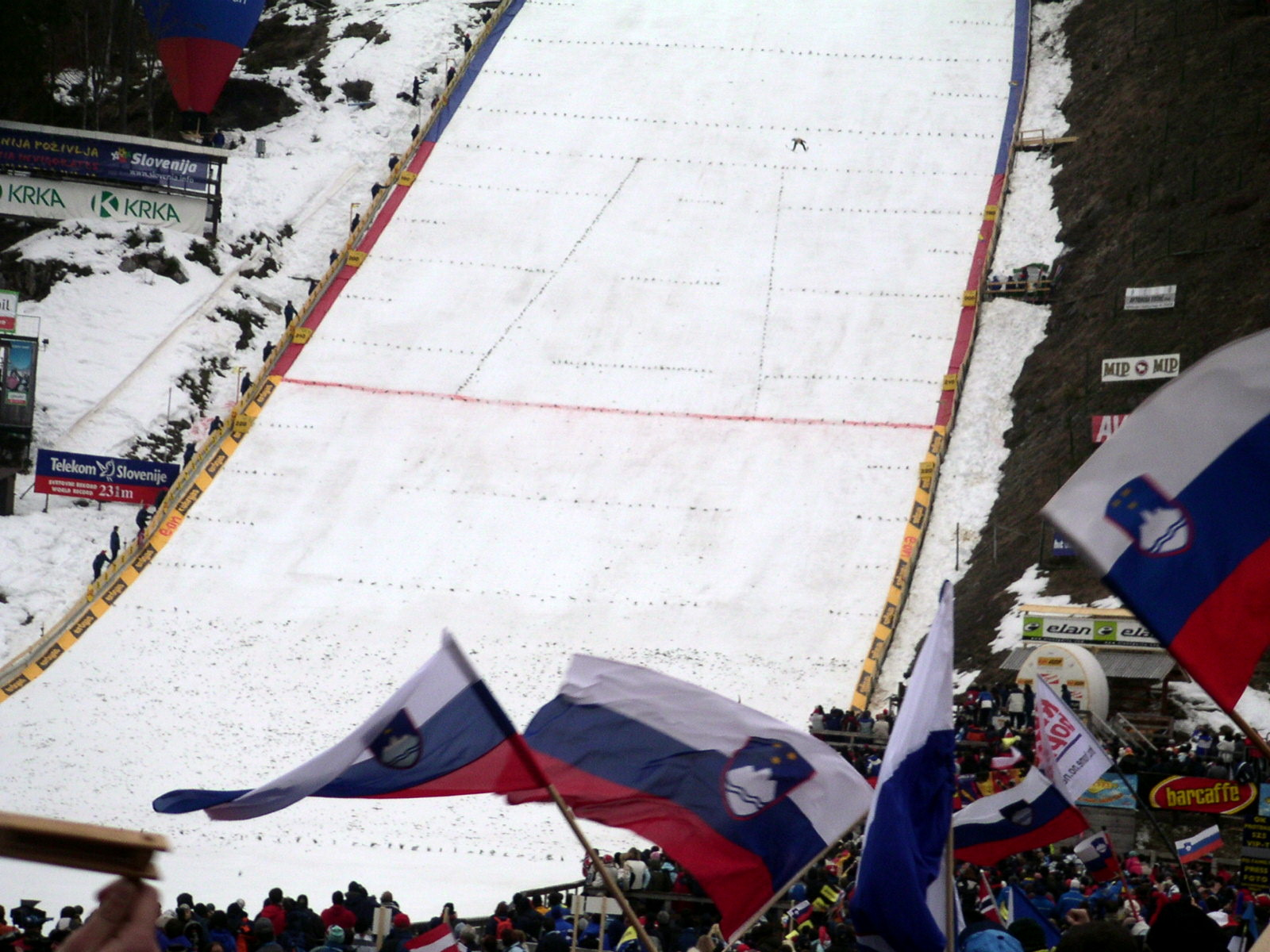
Letalnica (réception)

## Vainqueurs à Planica
La liste ci-dessous présente les vainqueurs d'épreuves de saut à ski ou de vol à ski à Planica, en Coupe du monde ou au Championnat du monde.
| Année | Vainqueur             | Nationalité                                   |
| ----- | --------------------- | --------------------------------------------- |
| 1934  | Birger Ruud           | Norvège                                       |
| 1935  | Stanisław Marusarz    | Pologne                                       |
| 1936  | Sepp Bradl            | Autriche                                      |
| 1954  | Ossi Laaksonen        | Finlande                                      |
| 1957  | Helmut Recknagel      | Allemagne de l'Est                            |
| 1960  | Helmut Recknagel      | Allemagne de l'Est                            |
| 1963  | Dieter Bokeloh        | Allemagne de l'Est                            |
| 1966  | Jiří Raška            | Tchécoslovaquie                               |
| 1968  | Jiří Raška            | Tchécoslovaquie                               |
| 1969  | Jiří Raška            | Tchécoslovaquie                               |
| 1972  | Walter Steiner        | Suisse                                        |
| 1973  | Walter Steiner        | Suisse                                        |
| 1974  | Walter Steiner        | Suisse                                        |
| 1975  | Toni Innauer          | Autriche                                      |
| 1975  | Willi Pürstl          | Autriche                                      |
| 1976  | Hans Wallner          | Autriche                                      |
| 1977  | Reinhold Bachler      | Autriche                                      |
| 1978  | Reinhold Bachler      | Allemagne                                     |
| 1979  | Armin Kogler          | Autriche                                      |
| 1980  | Hubert Neuper         | Autriche                                      |
| 1981  | Dag Holmen-Jensen     | Norvège                                       |
| 1982  | Ole Bremseth          | Norvège                                       |
| 1983  | Primož Ulaga          | République fédérale socialiste de Yougoslavie |
| 1984  | Pavel Ploc            | Tchécoslovaquie                               |
| 1985  | Matti Nykänen         | Finlande                                      |
| 1986  | Ernst Vettori         | Autriche                                      |
| 1987  | Andreas Felder        | Autriche                                      |
| 1987  | Ole Gunnar Fidjestøl  | Norvège                                       |
| 1988  | Primož Ulaga          | République fédérale socialiste de Yougoslavie |
| 1989  | Jens Weissflog        | Allemagne de l'Est                            |
| 1990  | Roberto Cecon         | Italie                                        |
| 1991  | Staffan Tällberg      | Suède                                         |
| 1991  | Ralf Gebstedt         | Allemagne                                     |
| 1992  | Andreas Felder        | Autriche                                      |
| 1993  | Espen Bredesen        | Norvège                                       |
| 1993  | Jens Weissflog        | Allemagne                                     |
| 1994  | Jaroslav Sakala       | République tchèque                            |
| 1995  | Mika Laitinen         | Finlande                                      |
| 1997  | Takanobu Okabe        | Japon                                         |
| 1997  | Akira Higashi         | Japon                                         |
| 1998  | Noriaki Kasai         | Japon                                         |
| 1998  | Kazuyoshi Funaki      | Japon                                         |
| 1999  | Noriaki Kasai         | Japon                                         |
| 1999  | Hideharu Miyahira     | Japon                                         |
| 1999  | Martin Schmitt        | Allemagne                                     |
| 2000  | Sven Hannawald        | Allemagne                                     |
| 2001  | Martin Schmitt        | Allemagne                                     |
| 2003  | Matti Hautamäki       | Finlande                                      |
| 2005  | Matti Hautamäki       | Finlande                                      |
| 2005  | Bjørn Einar Romøren   | Norvège                                       |
| 2006  | Bjørn Einar Romøren   | Norvège                                       |
| 2006  | Janne Happonen        | Finlande                                      |
| 2007  | Adam Małysz           | Pologne                                       |
| 2007  | Adam Małysz           | Pologne                                       |
| 2007  | Adam Małysz           | Pologne                                       |
| 2008  | Gregor Schlierenzauer | Autriche                                      |
| 2008  | Gregor Schlierenzauer | Autriche                                      |
| 2009  | Gregor Schlierenzauer | Autriche                                      |
| 2009  | Harri Olli            | Finlande                                      |
| 2010  | Simon Ammann          | Suisse                                        |
| 2011  | Gregor Schlierenzauer | Autriche                                      |
| 2011  | Kamil Stoch           | Pologne                                       |
| 2012  | Robert Kranjec        | Slovénie                                      |
| 2012  | Martin Koch           | Autriche                                      |
| 2013  | Gregor Schlierenzauer | Autriche                                      |
| 2013  | Jurij Tepes           | Slovénie                                      |
| 2014  | Severin Freund        | Allemagne                                     |
| 2014  | Peter Prevc           | Slovénie                                      |
| 2015  | Peter Prevc           | Slovénie                                      |
| 2015  | Jurij Tepes           | Slovénie                                      |
| 2016  | Peter Prevc           | Slovénie                                      |
| 2016  | Robert Kranjec        | Slovénie                                      |
| 2016  | Peter Prevc           | Slovénie                                      |
| 2017  | Stefan Kraft          | Autriche                                      |
| 2017  | Stefan Kraft          | Autriche                                      |
| 2018  | Kamil Stoch           | Pologne                                       |
| 2018  | Kamil Stoch           | Pologne                                       |

## Records à Planica
La liste ci-dessous présente l'historique du record du tremplin.
| Date         | Vainqueur           | Nationalité     | Distance |
| ------------ | ------------------- | --------------- | -------- |
| 21 mars 1969 | Bjørn Wirkola       | Norvège         | 156 m    |
| 22 mars 1969 | Jiří Raška          | Tchécoslovaquie | 156 m    |
| 22 mars 1969 | Bjørn Wirkola       | Norvège         | 160 m    |
| 22 mars 1969 | Jiří Raška          | Tchécoslovaquie | 164 m    |
| 23 mars 1969 | Manfred Wolf        | Allemagne       | 165 m    |
| 15 mars 1974 | Walter Steiner      | Suisse          | 169 m    |
| 18 mars 1979 | Klaus Ostwald       | Allemagne       | 176 m    |
| 15 mars 1985 | Mike Holland        | États-Unis      | 186 m    |
| 15 mars 1985 | Matti Nykänen       | Finlande        | 187 m    |
| 15 mars 1985 | Matti Nykänen       | Finlande        | 191 m    |
| 14 mars 1987 | Piotr Fijas         | Pologne         | 194 m    |
| 17 mars 1994 | Martin Höllwarth    | Autriche        | 196 m    |
| 17 mars 1994 | Toni Nieminen       | Finlande        | 203 m    |
| 18 mars 1994 | Espen Bredesen      | Norvège         | 209 m    |
| 22 mars 1997 | Espen Bredesen      | Norvège         | 210 m    |
| 22 mars 1997 | Lasse Ottesen       | Norvège         | 212 m    |
| 19 mars 1999 | Martin Schmitt      | Allemagne       | 214,5 m  |
| 19 mars 1999 | Tommy Ingebrigtsen  | Norvège         | 219,5 m  |
| 16 mars 2000 | Thomas Hörl         | Autriche        | 224,5 m  |
| 18 mars 2000 | Andreas Goldberger  | Autriche        | 225 m    |
| 20 mars 2003 | Adam Małysz         | Pologne         | 225 m    |
| 20 mars 2003 | Matti Hautamäki     | Finlande        | 227,5 m  |
| 22 mars 2003 | Matti Hautamäki     | Finlande        | 228,5 m  |
| 23 mars 2003 | Matti Hautamäki     | Finlande        | 231 m    |
| 20 mars 2005 | Tommy Ingebrigtsen  | Norvège         | 231 m    |
| 20 mars 2005 | Bjørn Einar Romøren | Norvège         | 234,5 m  |
| 20 mars 2005 | Matti Hautamäki     | Finlande        | 235,5 m  |
| 20 mars 2005 | Bjørn Einar Romøren | Norvège         | 239 m    |
| 30 mars 2025 | Domen Prevc         | Slovénie        | 254,5 m  |